# 美濃加茂市議会
美濃加茂市議会（みのかもしぎかい）は、岐阜県美濃加茂市に設置されている地方議会である。

## 概要
- 定数：16人
- 任期：2022年10月13日 - 2026年10月12日
- 選挙区：市全体を1選挙区とする大選挙区制（単記非移譲式）
- 議長：森弓子（結いの会）
- 副議長：空席

## 会派
| 会派名           | 議席数 | 議員名                                                 |
| ---------------- | ------ | ------------------------------------------------------ |
| 結いの会         | 6      | 髙井実枝、田口智子、坂井文好、渡辺孝男、森弓子、山田栄 |
| 新生会           | 3      | 岸一夫、村瀬正樹、森厚夫                               |
| 市議会公明党     | 1      | 金井文敏                                               |
| 日本共産党市議団 | 1      | 纐纈源太                                               |
| 立志会           | 1      | 谷本梓                                                 |
| いまを生きる     | 1      | 亀井滋昭                                               |
| まず聞く！       | 1      | 渡邉一子                                               |
| 新しい風         | 1      | 柘植宏一                                               |
| 無会派           | 1      | 永田徳男                                               |
| 計               | 16     |                                                        |

（2024年5月10日現在）

## 議員報酬等
| 役職   | 議員報酬        | 政務活動費 |
| ------ | --------------- | ---------- |
| 議長   | 月額 43万4000円 | 月額 1万円 |
| 副議長 | 月額 38万1500円 | 月額 1万円 |
| 議員   | 月額 36万2000円 | 月額 1万円 |

- 別途、年2回期末手当あり
- 政務活動費の残金は市に返還する義務がある
- 議員年金は2011年（平成23年）6月1日で廃止されている

## 沿革
2018年
- 9月30日 - 美濃加茂市議会議員選挙が執行。投票率49.56％。

2022年
- 9月25日 - 美濃加茂市議会議員選挙が告示。定数16に対し立候補を届け出た者が16人だったため無投票により全員当選した。

2024年
- 4月3日 - 姉妹都市のダボ市のマシュー・ディカーソン市長が家族とともに美濃加茂市を訪問。市内で歓迎会が開かれ、ディカーソン市長と家族、美濃加茂市幹部、同市議、NPO法人美濃加茂国際交流協会の有志ら計19人は2次会に参加した。このとき、永田徳男副議長はカラオケでチャック・ベリーの「ジョニー・B.グッド」やフランキー・アヴァロンの「ヴィーナス」を踊りながら歌い、ソファに座っていたディカーソン市長の娘の下腹部にマイクを近づけた。同席した市議は永田の様子を動画で撮影した[4][5][6]。2次会に参加しなかった藤井浩人市長、森弓子議長らは後日、永田の当該行為を動画で確認した[7]。
- 4月24日 - 藤井市長はディカーソン市長宛てに謝罪の文書をメールで送信[7]。
- 5月7日 - 永田の不適切行為を各メディアが報道[7]。
- 5月9日 - 永田は市議会の全員協議会で謝罪し、副議長を辞任する意向を示し、議員活動は今後も続けると述べた[8]。
- 5月10日 - 市議会は永田の副議長辞職願を受理した[8]。また、会派「結いの会」を退会した。